# Stellmoorer Quellfluss
Der Stellmoorer Quellfluss ist ein Bach. Er entspringt im schleswig-holsteinischen Ahrensburg und durchfließt anschließend das Naturschutzgebiet Stellmoorer Tunneltal im Nordosten des Stadtgebiets von Hamburg.

## Geographie
Der Bach entspringt bei der Straße Brauner Hirsch in Ahrensburg und fließt von dort in Richtung Süden im durch eiszeitliches Schmelzwasser entstandenen Ahrensburger Tunneltal. Unweit seiner Quelle auf der anderen Straßenseite entspringt der Hopfenbach, welcher nach Norden in die Alster abfließt. Der Stellmoorer Quellenbach fließt bis zur Landesgrenze durch das Naturschutzgebiet Stellmoor–Ahrensburger Tunneltal. Auf Hamburger Seite steht das Fließgebiet ebenfalls unter Naturschutz im Naturschutzgebiet Stellmoorer Tunneltal. Der Bach befindet sich hier im Stadtteil Rahlstedt und mündet innerhalb von diesem bei der Straße Höltigbaum in die Wandse.
Die Fließrichtung des Baches ist entgegen der ursprünglichen Abflussrichtung des eiszeitlichen Schmelzwassers.

## Ökologie

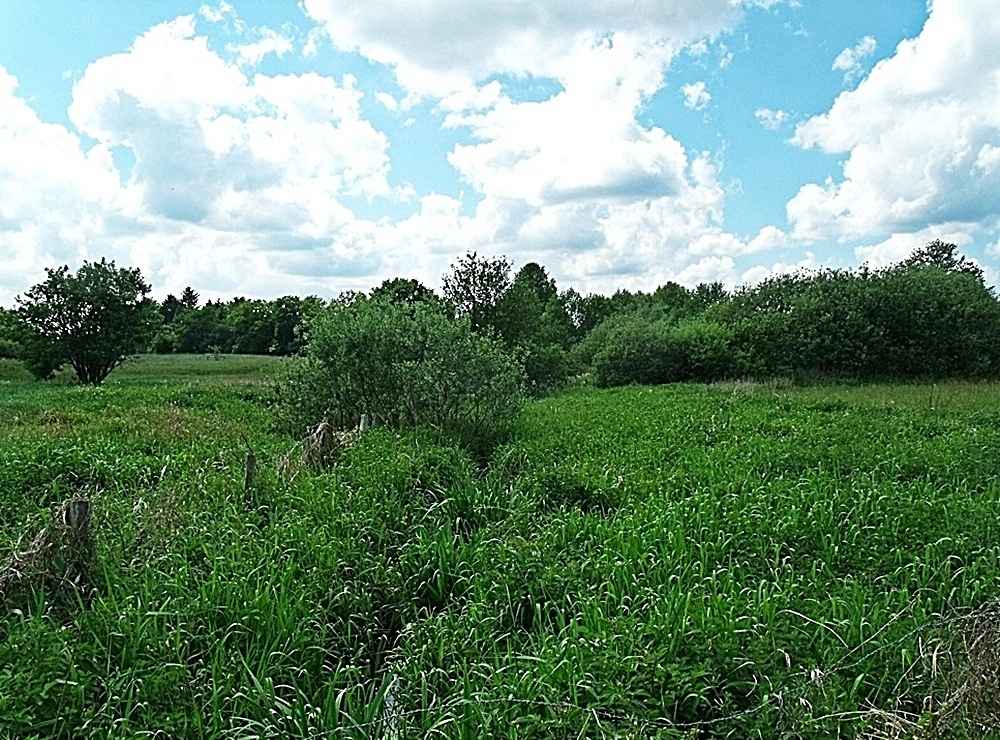
Der Bach in versumpftem Gelände

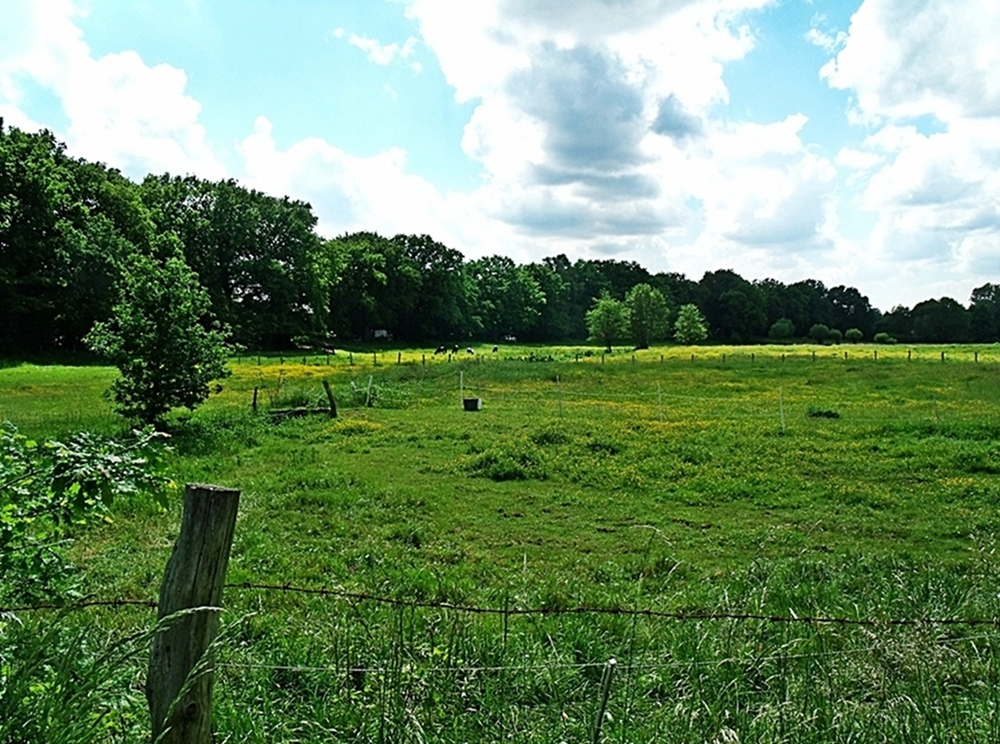
Der Bach innerhalb von Weiden

Der eher unscheinbare Bach beherbergt ein reichhaltiges Tierleben. Zu finden sind dort unter anderem Knoblauch- und Erdkröte, Moor- und Grasfrosch, verschiedene Molche sowie Wald- und Zauneidechsen. Über dreißig Libellenarten, von denen einige auf der Roten Liste gefährdeter Arten aufgeführt sind, haben am Bach ihre Heimat. Unter anderem kann man die seltene Mond-Azurjungfer, die Große Königslibelle oder die Kleine Pechlibelle am Bach beobachten. Auch einige Fischarten, darunter der Gründling und das Bachneunauge, sind im Bach heimisch.

## Geschichtliches
In den 1930er Jahren wurde der Bach begradigt und vertieft, um die umliegenden Flächen besser landwirtschaftlich nutzen zu können. Im Nachkriegsdeutschland zur Zeit des Wirtschaftswunders wurden neben weiteren Entwässerungsarbeiten Teile des Bachgebiets als Schrebergärten und wilde Müllkippen benutzt. Alfred Rust und der Leiter des geologischen Landesamts Friedrich Grube setzten sich ab 1970 für eine Renaturierung ein. Nachdem das gesamte Gebiet zwischen 1978 und 1982 unter Naturschutz gestellt worden war, entwickelte sich das Umfeld des Gewässers zu einem Naherholungsgebiet. Rund um den Bach gibt es ausgewiesene Rad- und Reitwege.